# Ред Бул Еър Рейс (2003)
Първият сезон на Ред Бул Еър Рейс, състезанието за самолети, се провежда през 2003 година. То започва на 28 юни и приключва на 20 август. Провеждат се само два кръга — в Целтвег и в Будапеща.
Шест пилота участват в първия кръг от надпреварата, но поради спорове в измерването на времената не са присъдени точки. Във втория финален рунд се състезават само три пилота. Унгарецът Петер Бешеней печели първото място и става шампион. Втори остава Клаус Шрот от Германия, а трети е американският пилот Кърби Чамблис.

## Календар
| Ред Бул Аир Рейс, 2003 година | Ред Бул Аир Рейс, 2003 година | Ред Бул Аир Рейс, 2003 година | Ред Бул Аир Рейс, 2003 година |
| Кръг                          | Дата                          | Място                         | Страна                        |
| ----------------------------- | ----------------------------- | ----------------------------- | ----------------------------- |
| 1                             | 6 юни                         | Целтвег                       | Австрия                       |
| 2                             | 20 август                     | Летище Текел, край Будапеща   | Унгария                       |

## Класация
| Ред Бул Еър Рейс, сезон 2003 Класация | Ред Бул Еър Рейс, сезон 2003 Класация | Ред Бул Еър Рейс, сезон 2003 Класация | Ред Бул Еър Рейс, сезон 2003 Класация | Ред Бул Еър Рейс, сезон 2003 Класация | Ред Бул Еър Рейс, сезон 2003 Класация |
| Място                                 | Пилот                                 | Отбор                                 | AUT                                   | HUN                                   | Точки                                 |
| ------------------------------------- | ------------------------------------- | ------------------------------------- | ------------------------------------- | ------------------------------------- | ------------------------------------- |
| 1                                     | Петер Бешеней                         | Ред Бул (Red Bull)                    | 1                                     | 1                                     | 6                                     |
| 2                                     | Клаус Шрот                            | бетендуин (betandwin)                 | НС                                    | 2                                     | 5                                     |
| 3                                     | Кърби Чамблис                         | Ред Бул                               | НС                                    | 3                                     | 4                                     |
| 4                                     | Юргис Кайрис                          | Кайрис (Kairys)                       | 2                                     | НС                                    | 0                                     |
| 4                                     | Пол Боном                             | Боном (Bonhomme)                      | 3                                     | НС                                    | 0                                     |
| 4                                     | Стийв Джоунс                          | Джоунс (Jones)                        | НС                                    | НС                                    | 0                                     |
| 4                                     | Алехандро Маклийн                     | Маклийн (Maclean)                     | НС                                    | НС                                    | 0                                     |

Легенда:
- НС – Не стартира

## Самолети
| Екстра 300Л  | Екстра Еъркрафт | Петер Бешеней                  |
| Екстра 300С  | Екстра Еъркрафт | Клаус Шрот                     |
| Сухой Су-26М | Сухой           | Пол Боном Юргис Кайрис         |
| Сухой Су-31  | Сухой           | Алехандро Маклийн Стийв Джоунс |